# Onthophagus iodiellus
Onthophagus iodiellus är en skalbaggsart som beskrevs av Bates 1887. Onthophagus iodiellus ingår i släktet Onthophagus och familjen bladhorningar. Inga underarter finns listade i Catalogue of Life.